# Lässat Qiynow
Lässat Ketebajuly Qiynow (kasachisch Ләззат Кетебайұлы Қиынов, russisch Ляззат Кетебаевич Киинов Ljassat Ketebajewitsch Kiinow; * 7. Dezember 1949 in Tauschyk, Kasachische SSR) ist ein kasachischer Politiker.

## Leben
Lässat Qiynow wurde 1949 im Dorf Tauschyk im heutigen Audan Tüpqaraghan im Gebiet Mangghystau geboren. Er erlangte 1971 einen Hochschulabschluss in Bergbauwissenschaften am Kasachischen Polytechnischen Institut in Alma-Ata. 1994 erwarb er den Grad Doktor der technischen Wissenschaften.
Seine berufliche Laufbahn begann er in der Erdölwirtschaft. Nach seinem Abschluss arbeitete er zunächst als Arbeiter auf dem Ölfeld Schetybai auf der Halbinsel Mangischlak, wo er in leitende Positionen aufstieg. 1977 wurde er Ausbilder der Industrie- und Transportabteilung des regionalen Parteikomitees von Mangischlak, bevor er zwei Jahre später Chefingenieur beim Unternehmen Mangyschlakneftepromchim wurde. Zwischen 1982 und 1987 arbeitete er auf dem Ölfeld Karaschanbas und anschließend für Komsomolskneft. Im Mai 1992 wurde er Generaldirektor von Mangyschlakneft.
Nach der Unabhängigkeit Kasachstans wurde Qiynow im November 1993 zum Leiter der Regionalverwaltung des Gebietes Mangghystau ernannt. Diesen Posten hatte er zwei Jahre inne, bevor er als stellvertretender Minister für Öl- und Gasindustrie der kasachischen Regierung angehörte. Danach war er der Vertreter Kasachstans sowie stellvertretender Generaldirektor beim Caspian Pipeline Consortium. Am 18. Februar 1999 wurde er erneut zum Äkim (Gouverneur) des Gebietes Mangghystau ernannt. Nach drei Jahren an der Spitze der Verwaltung des Gebietes wurde er im Februar 2002 zum Vorstandsvorsitzenden der neu gegründeten nationalen Erdöl- und Erdgasgesellschaft KazMunayGas. Nach etwas mehr als einem Jahr bekam er wieder einen Posten in der Regierung, wo er im März 2003 stellvertretender Minister für Energie und Bodenschätze wurde. Am 22. Dezember 2011 wurde Qiynow nochmals Vorstandsvorsitzender von KazMunayGas. Ab August 2013 war er Abgeordneter im kasachischen Senat, wo er ab Oktober 2014 Mitglied des Ausschusses für internationale Beziehungen, Verteidigung und Sicherheit war. Am 13. September 2017 wurde er von seinen Pflichten als Senator entbunden.